# 奔腾 (汽车)
奔腾是中国第一汽车集团旗下的一个汽车品牌。
奔腾的早期车型为购买马自达的车型技术来生产的。